# SOFINEL
 (janvier 2016).
La création de la Société française d'ingénierie électronucléaire et d'assistance à l'exportation (SOFINEL) en 1976 a pour objet de doter la France d'une structure d'ingénierie permettant d'appuyer l'exportation de centrales nucléaires clés en main par l'industrie française. Elle consiste à associer le savoir-faire acquis en France par EDF dans l'ingénierie des îlots nucléaires (hors chaudières), à celui de FRAMATOME (anciennement AREVA NP) pour l'aider à développer des contrats à l'exportation. SOFINEL est une société anonyme détenue par EDF (55 %) et Areva NP (45 %).

## Historique
L'accord fondateur de Sofinel date de 1975. SOFINEL est ainsi intervenue pour l'ingénierie de l'îlot nucléaire des centrales nucléaires de Koeberg (Afrique du Sud), Ulchin (Corée du Sud), Daya Bay et Ling-Ao (Chine), dont la conception prise pour référence est celle du palier 900 MW français.
À l'occasion du lancement des projets EPR d'Olkiluoto et de Flamanville, Sofinel se voit confier l'ingénierie détaillée de l'îlot nucléaire de ces deux projets : pour le compte d'Areva pour Olkiluoto (Finlande) et pour le compte d'EDF pour Flamanville (France). SOFINEL a ensuite été sollicitée, toujours pour les études de l'îlot nucléaire par AREVA pour la Taishan 1 & 2 (Chine) et par EDF pour Hinkley Point (Royaume-Uni).

## Rôle des acteurs principaux de l'ingénierie nucléaire
L'architecte ensemblier conçoit la centrale de façon à répondre aux besoins des futurs exploitants, en assemblant des composants principaux (chaudière, turbines...) et, des systèmes et procédés (traitements d'effluents, systèmes de protection, automatismes de conduite...), et en les installant dans les bâtiments. Il produit notamment l'avant projet de la centrale. Ce rôle est tenu par EDF pour ses propres projets (Flamanville 3, Hinkley Point) et par AREVA pour Olkiluoto 3 et Taishan.
L'ingénierie détaillée transforme cette conception initiale en description des matériels et de leur fonctionnement, en plans des structures de génie civil, de tuyauterie, de ventilation, en schémas de distribution de fluides et d'électricité tout en garantissant la cohérence de l'ensemble. 
Enfin, les fournisseurs des matériels, les constructeurs et les bureaux d'études, chacun pour leur spécialité ou leur fourniture, réalisent les plans et schémas qui sont directement utilisés dans les usines ou sur le chantier pour construire les ouvrages et les équipements.

## Sofinel aujourd'hui
Fin 2013, les équipes de la SOFINEL sont réparties entre la France (Malakoff ‐ SOFINEL Y), l'Allemagne (Erlangen et Offenbach - SOFINEL Z) et la Grande-Bretagne (Bristol - SOFINEL W). Ces équipes sont constituées à partir de personnels provenant des deux maisons mères (EDF et Areva) et des partenaires, groupes d'ingénierie français, allemands ou anglais impliqués dans le nucléaire.
En 2017, après le rachat de Framatome par EDF, la SOFINEL est remplacée par Edvance, détenue à hauteur de 80% par EDF et 20% par Framatome.

## Métiers et activités
- Conception détaillée des systèmes, avec production de notes de fonctionnement et de dimensionnement, de schémas mécaniques et de schémas fonctionnels, de spécifications techniques de matériels et composants, de programmes d'essais.
- Installation générale avec production de maquettes 3D tous corps d'État
- Thèmes transverses (agressions, radioprotection, anoxie...)
- Génie civil, avec production de plans guides et notes de pré-dimensionnement
- Tuyauteries, avec production d'isométries, de notes de calcul de flexibilité et de plans guides de supportage
- Ventilation
- Électricité avec production de schémas de distribution et de plans de cheminement
- Surveillance des documents d'exécution produits par les fournisseurs, les constructeurs et leurs bureaux d'études.

## L'ingénierienucléaire
Les fondamentaux de la société résident dans un système de management certifié ISO, avec une priorité à la sûreté nucléaire, un management par projet faisant une large place au retour d'expérience des projets précédents. La société permet la mutualisation des savoir-faire en ingénierie de ses deux maisons mères. 